# Phéréclos (architecte naval)
Pour les articles homonymes, voir Phéréclos (homonymie).

Dans la mythologie grecque, Phéréclos (en grec ancien Φέρεκλος / Phéreklos est un architecte troyen à qui est due la construction de la flotte grâce à laquelle le fils du roi Priam, Pâris, rejoint la Grèce et enlève Hélène ; artisan expérimenté, sans doute charpentier ou menuisier, qui « fabrique toute chose de ses mains » et que la déesse Athéna aime beaucoup.

## Mythe
Homère ne le cite qu'une seule fois dans l'Iliade. Son nom est néanmoins courant dans l'anthroponymie grecque, souvent sous la forme  Φερεκλέης  /  Pherekléēs, composé de Φερε issu du verbe  φέρω / phérō, porter, porter avec ou en soi, et de κλέος / kléos  , la nouvelle qui se répand, la renommée, la gloire,.
Il est généralement considéré comme le fils de Tecton (Τέκτων / Téktōn) à la suite d'un commentaire de l'érudit ecclésiastique médiéval Eustathe de Thessalonique et de cette façon le descendant, si ce n'est plus précisément le petit-fils, d'un certain Harmon (Ἅρμον / Hármon) ; mais on peut tout autant le faire aussi le fils de Harmonides, le charpentier (Ἁρμονίδης / Harmonídēs). Le sujet de sa filiation est hésitante et déjà discutée notamment par Aristarque, selon la traduction du texte d'Homère où l'expression ambigüe τέκτονος υἱὸν Ἁρμονίδεω / téktonos huiòn Harmonídeō est diversement interprétée selon que l'on considère le mot τέκτονos non pas comme le génitif d'un nom propre, mais celui du mot commun τέκτων / téktōn qui désigne l'ouvrier qui travaille le bois, le menuisier, le charpentier, et, par la suite, qu'on lit Harmonídeō comme une forme génitive dialectale d'un nom propre à part entière et non pas seulement comme un patronyme, tel que Ἁρμον-ίδεω littéralement, selon une forme particulière du suffixe Ἴδιος / Ídios, fils ou descendant d'Harmon, de la lignée d'Harmon. Le suffixe peut suggérer aussi qu'il s'agit de son maître charpentier,. De cette ambiguïté, on peut même lire suivant cela Aristarque, par exemple, que ce n'est pas Phéréclos mais Harmonides le constructeur de navire même si cela n'irait pas dans le sens le plus commun du récit qui met en avant Phéréclos et sa mise à mort,,.

## Navires pour Pâris
Il construit la flotte de navires pour Pâris,, ce dernier bravant les dieux qui selon un oracle avait interdit la navigation maritime aux Troyens. C'est grâce à ses navires qu'Alexandre va au devant des routes maritimes périlleuses selon Ovide et s'embarque dans ses aventures au-delà des mers, vers la Grèce,,.
De ces navires eux-mêmes, on en sait peu effectivement. Lycophron les dote de rames. On dit aussi qu'on utilise le bois des forêts du Mont Ida près de Troie,, et l'on témoigne que l'un des sommets de celui-ci est surnommé le « chauve » parce que ses forêts ont été déboisées pour fabriquer ces navires,,,. Cette construction navale se déroule après la mort du roi Laomédon tué par Héraclès durant la guerre qu'il mène contre la ville de Troie, guerre antérieure à celle racontée par l'Iliade,  et alors que son fils Priam vient d'être intronisé comme nouveau roi. C'est au moyen de cette flotte qu'Alexandre parvient de l'Asie mineure vers les terres grecques et traverse donc la mer Égée. Souvent, selon les différentes variantes, ce voyage conduit Alexandre à enlever la princesse grecque Hélène, ce qui est considéré selon la mythologie comme la cause de la célèbre guerre de Troie de l'Iliade et se terminant par la destruction tragique de la cité.
Si l'enlèvement d'Hélène est l'élément clé pour expliquer la cause de la guerre, à défaut de précision par Homère, les auteurs, souvent tardifs, ont développé l'intrigue du rapt d'Hélène et par là-même justifié et développé les intentions de la construction de ces navires. Après la promesse d'Aphrodite, la déesse de l'amour,  qui promet à Alexandre la plus belle fille du monde, certains disent que c'est sous la suggestion de la déesse qu'il construit une flotte, et désire faire un voyage maritime ; aussi convie-t-il son père Priam à lui donner son aval à cette entreprise. On dit alors que Priam voit dans cette excursion, l'opportunité de conduire une ambassade auprès des Grecs afin d'aller à la recherche de sa sœur Hésione, enlevée par Héraclès. De cette ambassade qui se révèle infructueuse, d'autre en font un motif de vengeance contre les Grecs, pour la mort de Laomédon, pour la destruction de Troie par les Grecs menés par Héraclès, pour le rapt d'Hésione. Dans cette variante, cela donne à cette flotte des traits militaires d'une marine qui permet le transport de soldats au combat.

## À la guerre de Troie
Il est tué durant la guerre de Troie par le crétois Mérion, protégé d'Arès, dont la pointe (de flèche?) traverse sa fesse droite et pénètre dans l'os jusqu'à la vessie. Il tombe alors à genoux et, gémissant dans son agonie, finit par mourir,. Certains justifient sa mort parce qu'il a fabriqué les navires. D'autres commentent cette blessure comme ayant un caractère infamant en rapport à l'usage honteux qu'Alexandre fait avec les navires construits par Phéréclos. Mérion tue de manière similaire Harpalion.